# ويد هليويل
ويد هليويل (بالإنجليزية: Wade Helliwell)‏ مواليد 10 مايو 1978 في ملبورن، فيكتوريا، هو لاعب كرة سلة أسترالي سابق. بدأ مسيرته الاحترافية في سنة 2000. اعتزل اللعب في 2012.

## المسيرة الاحترافية
لعب مع بريزبن بولتز في الدوري الأسترالي من سنة 2000 إلى 2004، ثم لعب مع بانيونيس في سنة 2003، ثم لعب مع فيرتوس روما في الدوري الإيطالي من سنة 2004 إلى 2006، ثم لعب مع منز سانا 1871 باسكت في سنة 2006، ثم لعب مع سباستياني باسكت رييتي في الدوري الإيطالي من سنة 2006 إلى 2008، ثم لعب مع سوتور باسكت مونتيجرانارو في موسم 2008–2009، ثم لعب مع ملبورن يونايتد في الدوري الأسترالي في موسم 2010–11، ثم لعب مع أديليد ثيرتي سيكسترز في موسم 2011–2012.

## روابط خارجية
- ويد هليويل على موقع الاتحاد الدولي لكرة السلة (الإنجليزية)
- ويد هليويل على موقع كرة السلة الأوروبية.كوم (الإنجليزية)
- ويد هليويل على موقع ريلجم (الإنجليزية)
- ويد هليويل على موقع بروبوليرز (الإنجليزية)
- ويد هليويل على موقع سبورتس رفرنس (الإنجليزية)